# Commodore VIC-20
VIC-20 (Đức: VC-20; Nhật: VIC-1001) là máy tính cá nhân chế tạo bởi hãng Commodore Business Machines. VIC-20 ra đời vào năm 1980, 3 năm sau khi hãng Commodore chế tạo ra chiếc máy tính cá nhân đầu tiên của hãng là máy PET. VIC-20 là máy tính đầu tiên thời đó bán được một triệu máy.